# 당신만을 사랑해
"당신만을 사랑해"는 1978년에 개봉한 대한민국의 영화이다.

## 캐스팅
- 혜은이 : 승혜 역
- 윤일봉 : 선우강 역
- 김현
- 도금봉
- 박암
- 진봉진
- 황건
- 홍윤정
- 지계순
- 이예성
- 이기영
- 임성포
- 임예심
- 김기종
- 김민규
- 정미경
- 김신명
- 김정규
- 최효순
- 문은식
- 이미경
- 백일섭 (특별출연)